# Depot von Nuzov
Das Depot von Nuzov (auch Hortfund von Nuzov) ist ein Depotfund der frühbronzezeitlichen Aunjetitzer Kultur aus Nuzov, einem Ortsteil von Paseky im Jihočeský kraj, Tschechien. Es datiert in die Zeit zwischen 1800 und 1600 v. Chr.

## Fundgeschichte
Das Depot wurde 2005 nordwestlich von Nuzov beim Pflügen entdeckt. Dabei wurden die einzelnen Gegenstände auf einer Fläche von etwa 10 × 10 m verteilt. Nach der Entdeckung erfolgte eine archäologische Nachuntersuchung der Fundstelle. Diese liegt am Südwesthang des markanten Hügels Nuzovský vrch (497 m n.m.).

## Zusammensetzung
Das Depot besteht aus 46 bronzenen Spangenbarren. Einige von ihnen sind durch den Pflug zerbrochen worden.